# 七瀬里帆
七瀬 里帆（ななせ りほ）は、日本の元AV女優。

## 略歴・人物
活動時期は主に2002年。ロングヘアにスレンダーボディーなボディーライン、お姉さん風。水着、ソープ嬢、女子高生、ナースのコスプレをこなしていた。

## 出演作品

### アダルトビデオ
2002年
- Love Peach（8月31日、メディアステーション）
- エロモード（9月29日、メディアステーション）
- Love Peach（10月25日、メディアステーション）
- あなたとしたいの（10月27日、メディアステーション）
- Wild Thing!（12月6日、桃太郎映像出版）

2003年
- 接吻しまくり淫口よだれ女（1月10日、ワープエンタテインメント）
- プレミア ミックス（1月21日、メディアステーション）
- ズーム淫ボディ2nd（2月1日、MOODYZ）[1]
- お尻と性器（2月1日、ワンズファクトリー）
- ザーメンby女教師 ～僕の言いなりインテリ先生～ 2（2月7日、ワープエンタテインメント）
- 七瀬里帆 4時間（2月25日、KMP）
- 完全攻略2（2月28日、KMP）
- 七瀬里帆をいぢる。（3月1日、MOODYZ）[1]
- 超-股間のアングル（3月1日、ワンズファクトリー）
- 男女接吻（3月6日、SODクリエイト）古河由摩、水野礼子、臼井利奈、田村麻衣、江藤都和
- 社長秘書[ゴックン依存症の女]（3月6日、ドリームチケット）
- 24時間 いつでもどこでも ぶっかけザーメン VOL.2（3月6日、SODクリエイト）
- ビージーン 18（3月7日、桃太郎映像出版）
- 七瀬里帆VS多国籍軍FUCK（4月15日、MOODYZ）[1]
- ジ エンターテイメント VOL.1（5月3日、SODクリエイト）
- ジ エンターテイメント VOL.2（5月3日、SODクリエイト）
- Angel（5月8日、アイデアポケット）
- ごっくんSuperアイドル（6月5日、ナチュラルハイ）
- ワガママ◆コスプレ VOL.2（6月20日、ナチュラルハイ）
- バーチャル☆ソープ（7月18日、笠倉出版社）
- ごっくんSuperアイドル＆ごっくんデビュー（10月4日、ナチュラルハイ）
- STAR BOX 七瀬里帆（10月6日、ワープエンタテインメント）
- 七瀬里帆 完全版（11月1日、ワンズファクトリー）
- 七瀬里帆 連続SEXトランス編集90分（12月10日、ワンズファクトリー）

2004年
- ジ エンターテイメント Special Edition（2月19日、SODクリエイト）
- AV女優 ～最高のお尻～（3月1日、ワンズファクトリー）
- バニー倶楽部 2（5月14日、桃太郎映像出版）

2009年
- 恥ずかし固め 七瀬里帆（6月1日、REBECCA）